# Mark St. John
Mark St. John, de son vrai nom Mark Leslie Norton, né le 7 février 1956 à Anaheim et mort d'une hémorragie cérébrale le 5 avril 2007 à Hollywood, est un musicien américain.
Il est le guitariste qui remplace Vinnie Vincent au sein de Kiss en 1984.

## Biographie
Mark St. John n'effectua qu'un bref passage au sein de Kiss à partir de juin 1984, participant à l'enregistrement de l'album Animalize pour être à son tour remplacé officiellement le 8 décembre 1984 par Bruce Kulick.
Ayant développé une forme rare d'arthrite baptisé Syndrome de Reiter entraînant une sudation excessive des mains, Mark St. John fut incapable physiquement de tenir son poste de guitariste au sein de Kiss alors qu'une tournée américaine venait de débuter. Il ne put effectuer que deux concerts en intégralité, le troisième nécessitant son remplacement après quelques chansons par Bruce Kulick et entraînant son éviction définitive du groupe.
Mark St. John essaya de relancer sa carrière en montant son propre groupe baptisé White Tiger en compagnie de son frère Michael Norton à la basse, du batteur Brian James Fox et du chanteur David Donato, ce dernier ayant très brièvement été membre de Black Sabbath. White Tiger publia en 1986 sur le label indépendant E.M.C. un premier album éponyme qui atteignit le score très honorable de 50 000 exemplaires vendus. Le groupe se sépara en 1988 alors qu'il préparait les maquettes d'un deuxième album et se rebaptisa The Keep en intégrant le batteur Peter Criss, lui aussi ancien membre de Kiss. Cette formation n'enregistra qu'une seule maquette et ne se produisit sur scène qu'une seule fois le 2 mai 1990 au Guitar Center de Lawndale.
Mark St. John apparait au poste de guitariste dans le clip de Is Everybody Happy, single publié en 1989 par David Hasselhoff.
Redevenu professeur de guitare, Mark St. John publia en 1999 le MARK ST. JOHN PROJECT puis l'album instrumental Magic Bullet Theory en janvier 2003.
Alors que son décès par hémorragie cérébrale semblait être purement accidentel, plusieurs témoignages donnent une version bien sombre des derniers mois de la vie de Mark St. John, marquée par la toxicomanie : incarcéré le 14 septembre 2006 pendant deux semaines dans la prison Theo Lacy d'Orange County pour possession de drogue, Mark St John fut physiquement agressé par plusieurs co-détenus. La cause officielle du décès selon le coroner d'Orange County est une hémorragie cérébrale consécutive à une overdose d'amphétamines.

## Discographie
- Kiss : Animalize, 1984
- White Tiger : White Tiger, 1986
- Tamplin and Friends : An Axe to Grind, 1990 - Session
- Mark St. John Project : Mark St. John Project, 1999 - Loch Ness Monster Records
- Mark St. John : Magic Bullet Theory, 2003 - Loch Ness Monster Records